# Zelindopsis ugandana
Zelindopsis ugandana är en tvåvingeart som först beskrevs av Charles Howard Curran 1940.  Zelindopsis ugandana ingår i släktet Zelindopsis och familjen parasitflugor.
Artens utbredningsområde är Uganda. Inga underarter finns listade i Catalogue of Life.